# سيرجي بافلوف
سيرجي بافلوف (بالأوكرانية: Павлов, Сергiй)‏ هو لاعب شطرنج أوكراني، ولد في 26 سبتمبر 1987.

## وصلات خارجية
- سيرجي بافلوف على موقع الاتحاد الدولي للشطرنج (الإنجليزية)
- سيرجي بافلوف على موقع مباريات الشطرنج (الإنجليزية)
- سيرجي بافلوف على موقع 365Chess.com (الإنجليزية)
- سيرجي بافلوف على موقع Chesstempo.com (الإنجليزية)
- سيرجي بافلوف على موقع اتحاد المراسلات الدولية للشطرنج (الإنجليزية)